# ジョーディン・テイラー
ジョーディン・テイラー（Jordyn Taylor、本名：ジョーディン・テイラー・ブラフ（Jordyn Taylor Braff）、1990年11月14日 - ）は、アメリカの歌手、シンガーソングライター、ファッションモデル。カリフォルニア州ベルフラワー出身。

## 幼少期
1990年11月14日にベルフラワー（カリフォルニア州）で、ロサンゼルス消防局の消防士/医療補助員である父親とニューメキシコ州・アルバカーキ出身の主婦の母親の間に生まれた。スペイン、フィリピン、オーストリア、日本、中国、ネイティブ・アメリカンの血筋がある。兄と弟がひとりずついる。
幼年期は南カリフォルニアおよびアルバカーキ（ニューメキシコ）の両方で過ごした。父親側の家族が音楽に深く関心があり、幼い頃から音楽に囲まれた環境だった。叔母がローカルバンドで活躍していたのもあり、音楽への好奇心がますます高まった。12歳のときに歌うことおよびダンス・レッスンを始めた。

## 経歴

### 2002-2007
13歳の時から地元の歌のコンテストに出場するようになり、14歳までに数回優勝した。旅行している間にひとりのプロデューサーにスカウトされ、レコード会社の目に留まるようにとタレントショーでパフォーマンスを繰り返し行なっていた。
2005年、Manta Productionsで本格的に歌手活動をすることを決意した。
2007年、Mark Jackson productionsのイアンとマークが 制作した曲である“Strong”が、 Myspaceにアップロードされてから、5200万回再生され、Myspaceページがたちまち閲覧数トップクラスとなった。これが今後の成功のきっかけとなった。

### 2007-2009
2007年、16歳で LADY GAGAなどを手がける音楽業界世界最大手のInterscope Recordsと契約し、ファーストアルバムの制作に取りかかった。
2008年、ロドニー・ジャーキンス(Darkchild)、ヨルダン・オムレイ(JAM)によって制作された”Accessory”が映画「お買いもの中毒な私」の主題歌に抜擢され、一躍有名となった。
2008年満18歳で、Interscope Recordsから独立し、フリーで活動しながら次のチャンスを伺っていた。

### 2009-日本での活躍
音楽生活から距離を置いていたが、1年後に、ザ・グーニーズのマット・ウォンとおよびジェフ・ヴィクチュレスと2010年に独自でレコーディングを開始した。レコードを作成中、彼女は日本のレコード会社、スターベースからオファーを受け、2011年には、スターベースと契約し、2012年の3月に新アルバム"Jordyn Taylor"をリリースした。
2012年の7月に、マネージメント会社である株式会社Fish and Chipsと契約した。
日本での最初のイベント出演は、2012年8月に行われたMTV JAPAN主催の「ZUSHI FES 2012」。2012年9月には講談社ViVi編集部主催の「ViVi Night in Osaka 2012」にも出演し、日本を代表するファッションモデルである藤井リナ、エリー・ローズ、紗羅マリーとの共演も果たした。2012年11月、「Girls Award 2012」ではDJ HELLO KITTYと共にコラボ楽曲を披露した。
2013年2月6日に、日本ではファーストシングルとなる『Set Me Free』がリリースされ、有線キャンシステムの洋楽総合ランキングで3週連続1位という記録を残した。日本でのセカンドシングルである“It's VAVENE"は、3月6日に公開され、世界で初めてDJ HELLO KITTYとコラボしたミュージックビデオが大きな話題となった。
2013年3月13日にセカンドアルバム"Shine"が発売され、日本を中心にヒットを記録している。
2013年から、本格的に日本で活動を始めており、3月9日「KOBE COLLECTION S/S 2013」、３月20日「TOKYO RUNWAY S/S 2013」に出演した。めざましテレビにも特集されている。
2013年2月28日に開始したアメーバブログでは開始12時間で28万アクセスを記録、新登場ランキングで4位を記録した。

## 人物
- 好きなアーティストはリアーナ、リタ・オラ。
- 日本に来て最初に覚えた日本語は「トイレ、どこですか？」
- 好きな食べ物はオクラ、牛タン。
- 弟が無類の日本ファンで、弟の影響を受け日本に興味を持つようになった。
- 日本に来ると必ず立ち寄るのが渋谷109。
- 自他ともに認めるスマホ中毒。時間があればいつもツイッターなどでファンからのメッセージに返信している。

## ディスコグラフィー

### アルバム
- Jordyn Taylor(2012)
- Shine(2013)

### シングル
- Got My PRISILA On Feat DJ Lie(2011)
- Set Me Free(2013)
- It’s VABENE(2013)

## 出演イベント
- 「ZUSHI FES2012」(2012.08.11)
- 「ViVi Night in Osaka 2012」(2012.09.28)
- 「Girls Award Night 2012」(2012.11.14)
- 「TOKYO FASHION COLLECTION Vol.1」(2013.03.03)[4]
- 「KOBE COLLECTION 2013」(2013.03.09)
- 「TOKYO RUNWAY」(2013.03.20)